# Głosków (gmina)
Głosków – dawna gmina wiejska istniejąca w latach 1952–1954 w woj. warszawskim (dzisiejsze woj. mazowieckie). Siedzibą gminy był Głosków.
Gmina została utworzona w dniu 1 lipca 1952 roku w woj. warszawskim, w nowo powstałym powiecie piaseczyńskim, z części gmin:
- Jazgarzew – 14 gromad: Antoninów, Baszkówka, Bąkówka, Bobrowiec, Bogatki, Głosków, Głosków Nowy, Grochowa, Kuleszówka, Mieszkowo, Runów, Władysławów, Wola Gołkowska i Wólka Pracka;
- Komorniki – 2 gromady: Szczaki i Złotokłos;
- Wągrodno – 1 gromada: Łoś.

W dniu powołania gmina składała się z 17 gromad: Antoninów, Baszkówka, Bąkówka, Bobrowiec, Bogatki, Głosków, Głosków Nowy, Grochowa, Kuleszówka, Łoś, Mieszkowo, Runów, Szczaki, Władysławów, Wola Gołkowska, Wólka Pracka i Złotokłos.
Gmina została zniesiona 29 września 1954 roku wraz z reformą wprowadzającą gromady w miejsce gmin. Jednostki nie przywrócono 1 stycznia 1973 roku po reaktywowaniu gmin.